# Copa Bionaire 2013
La Copa Bionaire 2013 è stato un torneo professionistico di tennis femminile giocato sulla terra rossa. È stata la 7ª edizione del torneo, la prima edizione inclusa nel WTA Challenger Tour 2013. Si è giocato a Cali in Colombia dall'11 al 17 febbraio 2013.

## Partecipanti

### Teste di serie
| Nazionalità | Giocatrice               | Ranking* | Testa di serie |
| ----------- | ------------------------ | -------- | -------------- |
| Lussemburgo | Mandy Minella            | 80       | 1              |
| Spagna      | Lara Arruabarrena Vecino | 81       | 2              |
| Romania     | Alexandra Cadanțu        | 94       | 3              |
| Russia      | Aleksandra Panova        | 100      | 4              |
| Spagna      | María Teresa Torró Flor  | 101      | 5              |
| Ucraina     | Elina Svitolina          | 104      | 6              |
| Russia      | Nina Bratčikova          | 106      | 7              |
| Germania    | Tatjana Maria            | 110      | 8              |

* Ranking al 4 febbraio 2013.

### Altre partecipanti
Giocatrici che hanno ricevuto una wild card:
- Maria Fernanda Alves
- Catalina Castaño
- Alexandra Dulgheru
- Yuliana Lizarazo

Giocatrici che sono passate dalle qualificazioni:
- Inés Ferrer Suárez
- Arantxa Parra Santonja
- Laura Thorpe
- Maša Zec Peškirič

## Campionesse

### Singolare
Lara Arruabarrena Vecino ha sconfitto in finale  Catalina Castaño per 6–3, 6–2.

### Doppio
- Catalina Castaño /  Mariana Duque Mariño hanno sconfitto in finale   Florencia Molinero /  Teliana Pereira per 3–6, 6–1, [10–5].